# Štěpán Stráník
Štěpán Stráník (* 19. srpna 1987 Choceň) je český bouldrista a reprezentant ve sportovním lezení, Mistr České republiky a juniorský vicemistr světa v boulderingu. Se svým mladším bratrem Martinem Stráníkem se kromě boulderingu a závodů oba věnují také stavění cest na českých umělých stěnách a závodech.

## Výkony a ocenění

### Skalní výstupy
- 2003 první 8a
- 2005 první 8b a 8b+
- 2008 první 8c

### Bouldering
- 2006 první významnější bouldry
- 2009 první 8A
- 2012 bouldry 8A+
- 2014 první 8B

### Závodní výsledky

#### MS v boulderingu
- 2014 Mnichov 53.-54.
- 2016 Paříž 59.-60.

#### ME v boulderingu
- 2015 Innsbruck 43.-44.

#### MSJ v lezení na obtížnost
- 2006 Imst 32.

#### EPJ v lezení na obtížnost
- 2002  kat B

#### MČR v boulderingu
- 2008 8.
- 2010 4.
- 2011 10.
- 2012
- 2013 10.
- 2014 Slaný 4.
- 2015
- 2016 Slaný 4.

#### ČP v lezení na obtížnost
- 2008 15. celkově[2]

#### ČP v boulderingu
- 2010 4. celkově
- 2011 4. celkově
- 2012  celkově
- 2013  celkově[3]
- 2014  celkově
- 2015  celkově[4]
- 2016  celkově